# Relações entre Argentina e Chile
As relações entre Argentina e Chile são as relações diplomáticas estabelecidas entre a República Argentina e a República do Chile. Ambos são vizinhos no continente sul-americano, com uma extensão de 5.150 km na fronteira entre os dois países, que vai do norte ao sul da Cordilheira dos Andes, sendo considerada a terceira maior do mundo.
Mesmo após ambos obterem em conjunto as suas respectivas independências do Império Espanhol, durante grande parte do século XIX e do século XX, as relações entre os dois países estiveram "congeladas" devido à disputas sobre a Patagônia, embora nos últimos anos estas relações vêm melhorando bastante.
Apesar do aumento das relações comerciais entre os dois países, ambos têm seguido políticas econômicas muito diferentes; o Chile assinou acordos de livre comércio com países como China, Estados Unidos, Canadá, Coreia do Sul e a União Europeia e é um membro ativo da APEC, enquanto a Argentina pertence à zona de livre comércio regional do Mercosul. A Argentina e o Chile são membros da União de Nações Sul-Americanas.